# Гай Мирослав Олександрович

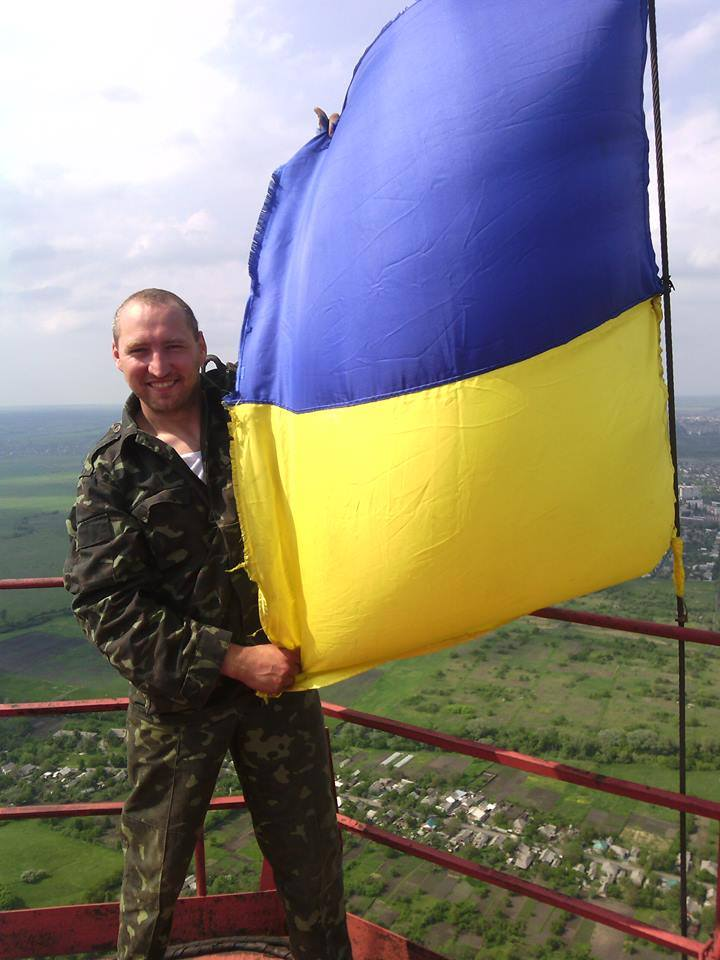

Миросла́в Олекса́ндрович Гай (народився 5 січня 1982 року) — український актор, волонтер, керівник благодійної організації «Фонд „Мир і Ко“».

## Біографія
Народився 5 січня 1982 року в Києві. У 1998 році вступив до Київського інституту театрального мистецтва ім. Карпенка-Карого. Після закінчення інституту протягом 15 років викладав акторську майстерність та майстерність телеведучого. Актор Київського драматичного театру «Браво» (головні ролі — у п'єсі «Фантазии Фарятьева»; «Медведь» А.Чехова). Серед найвідоміших ролей у кіно: «Прорвемся» (2006), «Возвращение Мухтара-5» (2009), «Ловушка» (2009), «Ефросинья» (2010—2013), «Возвращение Мухтара-7» (2011), «Брат за брата-3» (2014), «Перелетные птицы» (2014), «Пляж» (2014), а також «С табуретом через Гималаи» (2007) та "Поиски истины (телеканал «СТБ», 2007—2011).
З 2007 року Мирослав Гай був викладачем акторської майстерності та майстерності ведучого на телеканалі «СТБ» (проекти «Танцюють всі!», «Україна має талант», «МастерШеф», «X-Фактор», «Холостяк», «Все буде добре», «Неймовірна правда про зірок», «Танці з зірками», «Феномен»).
Після подій на Майдані починає активну волонтерську діяльність.
У лютому 2016 року закінчив перший експериментальний курс підготовки офіцерів запасу для учасників АТО в Національному університеті оборони України імені Івана Черняховського й здобув спеціальність командира механізованих підрозділів та перше офіцерське звання.

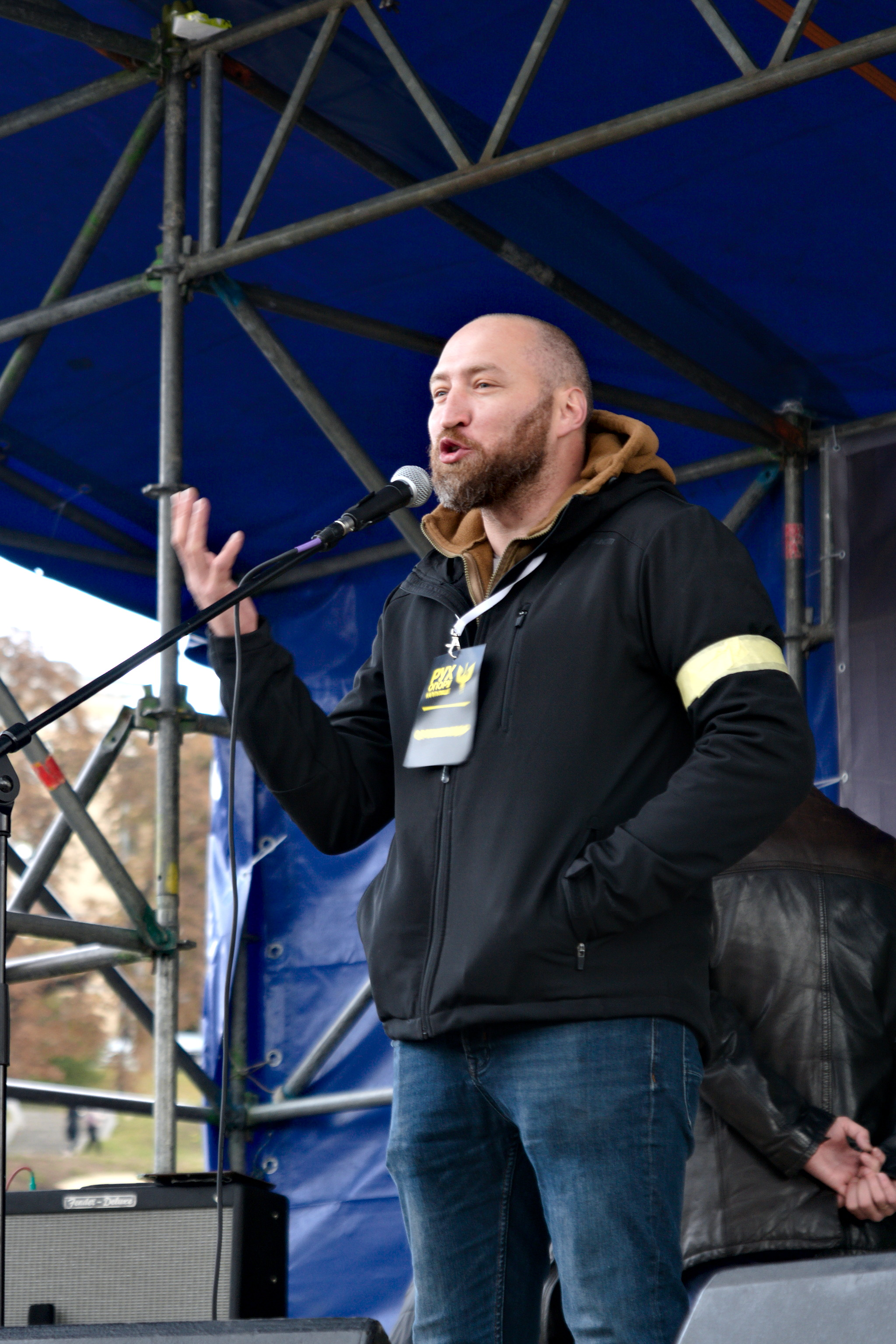
Мирослав Гай на акції
Ні капітуляції!, 6 жовтня 2019 року

В кінці червня 2022 року Сергій Пашинський поширив відео роботи САУ 2С22 «Богдана» по ворожих об'єктах на окупованому на той час острові Зміїний. Пострілом з «Богдани» було, зокрема, знищено ЗРГК «Панцирь». На поширеному ним відео волонтер Мирослав Гай дає команду «Вогонь» по захопленому острову.

## Волонтерська діяльність
З листопада 2013 року — активний учасник подій на Майдані у складі 3 сотні Самооборони, згодом — гвардієць 1-го резервного батальйону Нацгвардії імені генерала Сергія Кульчицького. 14 травня 2014 року Мирослав Гай разом із десантником 95-ї Житомирської аеромобільно-десантної бригади Сергієм Шевчуком піднімають державний прапор на телевізійній вежі м. Слов'янська (гора Карачун). У червні 2014 року Мирославу вдається спільно з «Армією SOS» та харківською компанією «Акваторія» забезпечити водопостачання для бійців, що займають позицію на горі Карачун (поруч зі Слов'янськом, Донецька область), шляхом буріння 120-метрової свердловини під час мінометних обстрілів.
У серпні 2014 року створив і очолив благодійну некомерційну волонтерську організацію Фонд «Мир і Ко», яка входить до переліку перевірених структур. У листопаді 2014 року діяльність фонду було відзначено грантом Міжнародної фундації Джорджа Сороса «Відродження». Фонд «Мир і Ко» доставляє в зону АТО харчові продукти, амуніцію, одяг та взуття, необхідне обладнання, прилади для військових підрозділів та батальйонів. Також забезпечує медикаментами поранених військових у шпиталях, допомагає вихованцям дитячих будинків-інтернатів та вимушеним переселенцям.

## Нагороди
- орден «За заслуги» III ступеня (2018) — за громадянську мужність, самовіддане відстоювання конституційних засад демократії, прав і свобод людини, виявлені під час Революції Гідності, особисті заслуги у захисті державного суверенітету та територіальної цілісності України[9]
- орден Богдана Хмельницького III ступеня (2022) — за особисту мужність і самовіддані дії, виявлені у захисті державного суверенітету та територіальної цілісності України, вірність військовій присязі[10].